# Williams (motorfiets)
Williams is een Amerikaans historisch merk van motorfietsen.
De bedrijfshaam was: J. Newton Williams, New York.
Williams presenteerde in 1917 een bijzondere constructie maakte de veel op de Megola leek, hoewel de Williams een eencilinder-rotatiemotor in het achterwiel toepaste. Er werden er maar weinig van gebouwd.